# Triumph Thruxton 900
Die Triumph Thruxton 900 [ˈθrŭkstɔn] ist ein unverkleidetes Motorrad des englischen Motorradherstellers Triumph Motorcycles im Café-Racer-Retrostyle. Sie wurde von 2004 bis 2015 produziert – zuerst im englischen Hinckley, und ab 2011 ausschließlich im thailändischen Chonburi. Konstruktiv ist sie von ihren unmittelbaren Vorgängern, Bonneville 790 und T100 abgeleitet. Als Reminiszenz an die Rocker- und Café-Racer-Subkultur der 1960er-Jahre sowie die historische Triumph Thruxton T120R ist sie nach einer Rennstrecke in der Nähe der südenglischen Ortschaft Thruxton benannt.

## Konstruktion

### Antrieb
Angetrieben wird das Motorrad von einem aufrecht stehenden, luftgekühlten Zweizylinder-Viertaktmotor. Es ist ein quer eingebauter Parallel-Twin mit einem Hubraum von 865 cm³ und einer Nennleistung von 50 kW (68 PS) bei 7400 min−1. Das maximale Drehmoment beträgt 70 Nm bei 5800 min−1. Die Zylinder haben eine Bohrung von 90 mm, die Kolben einen Hub von 68 mm bei einem Verdichtungsverhältnis von 10,2 : 1.
Der Motor hat je Zylinder zwei Ein- und zwei Auslassventile, die von zwei kettengetriebenen obenliegenden Nockenwellen gesteuert werden. Die Motorvibrationen werden durch zwei Ausgleichswellen reduziert. Das Kraftstoff-Luft-Gemisch bildet ein Doppelvergaser mit Drosselklappensensor und elektrischer Vergaservorwärmung. Die 2-in-2-Auspuffanlage hat einen geregelten Katalysator, dessen Schadstoffgrenzwerte die Abgasnorm Euro-3 unterschreiten. Seit dem Modelljahr 2008 gibt es wegen verschärfter Abgasnormen eine elektronisch gesteuerte sequentielle Multipoint-Saugrohreinspritzung.
Der durchschnittliche Kraftstoffverbrauch beträgt 4,9 Liter auf 100 km. Der Kraftstofftank fasst 16 Liter und ermöglicht eine theoretische Reichweite von 285 km. Das Motorrad beschleunigt in 5,5 Sekunden von 0 auf 100 km/h und erreicht eine Höchstgeschwindigkeit von 200 km/h.

### Rahmen und Fahrwerk
Die Fahrwerksgeometrie der Thruxton wurde von der Bonneville übernommen. Der Schleifenrahmen besteht aus Stahlrohr. Das Vorderrad wird von einer Teleskopgabel von Kayaba mit 41 mm Standrohrdurchmesser und 120 mm Federweg geführt und von einer 320 mm großen Bremsscheibe mit Doppelkolbenzangen verzögert. Eine Doppelarmschwinge aus Stahlrohr mit zwei verstellbaren Federbeinen mit einem Federweg von maximal 106 mm führt das Hinterrad. Fahrfertig beträgt das Gewicht 230 Kilogramm, die maximale Zuladung 200 kg.

Triumph Thruxton 900
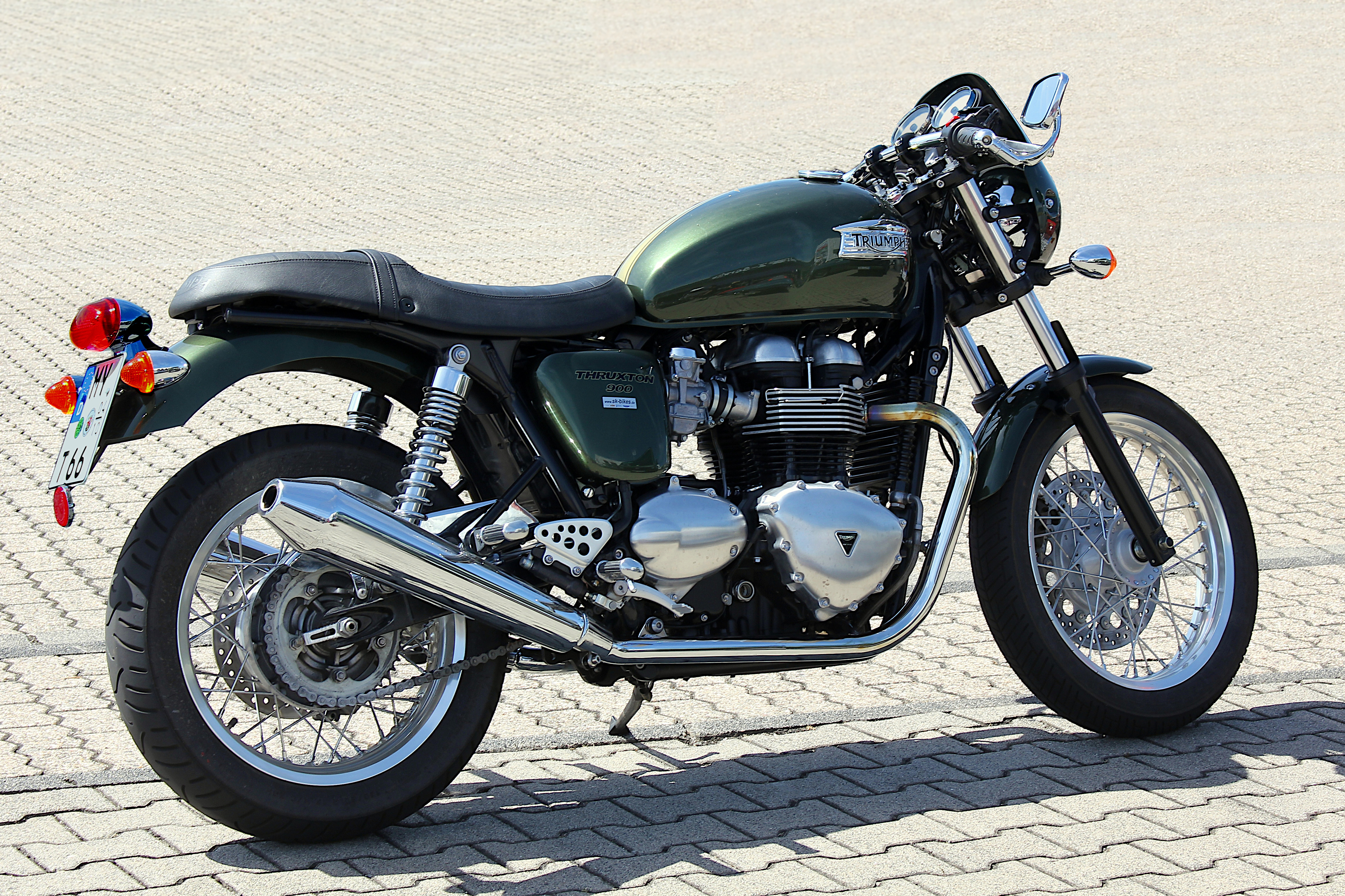
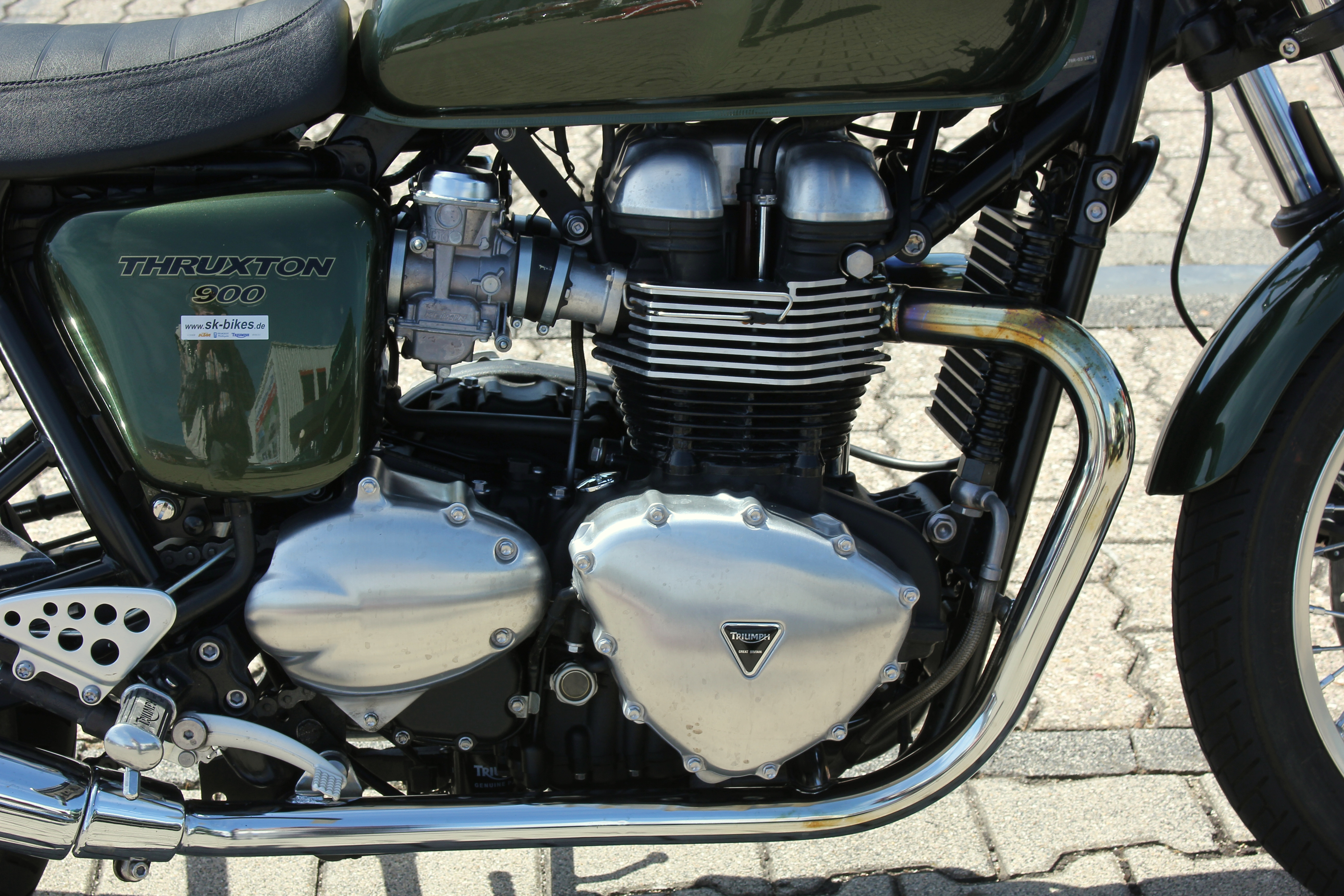
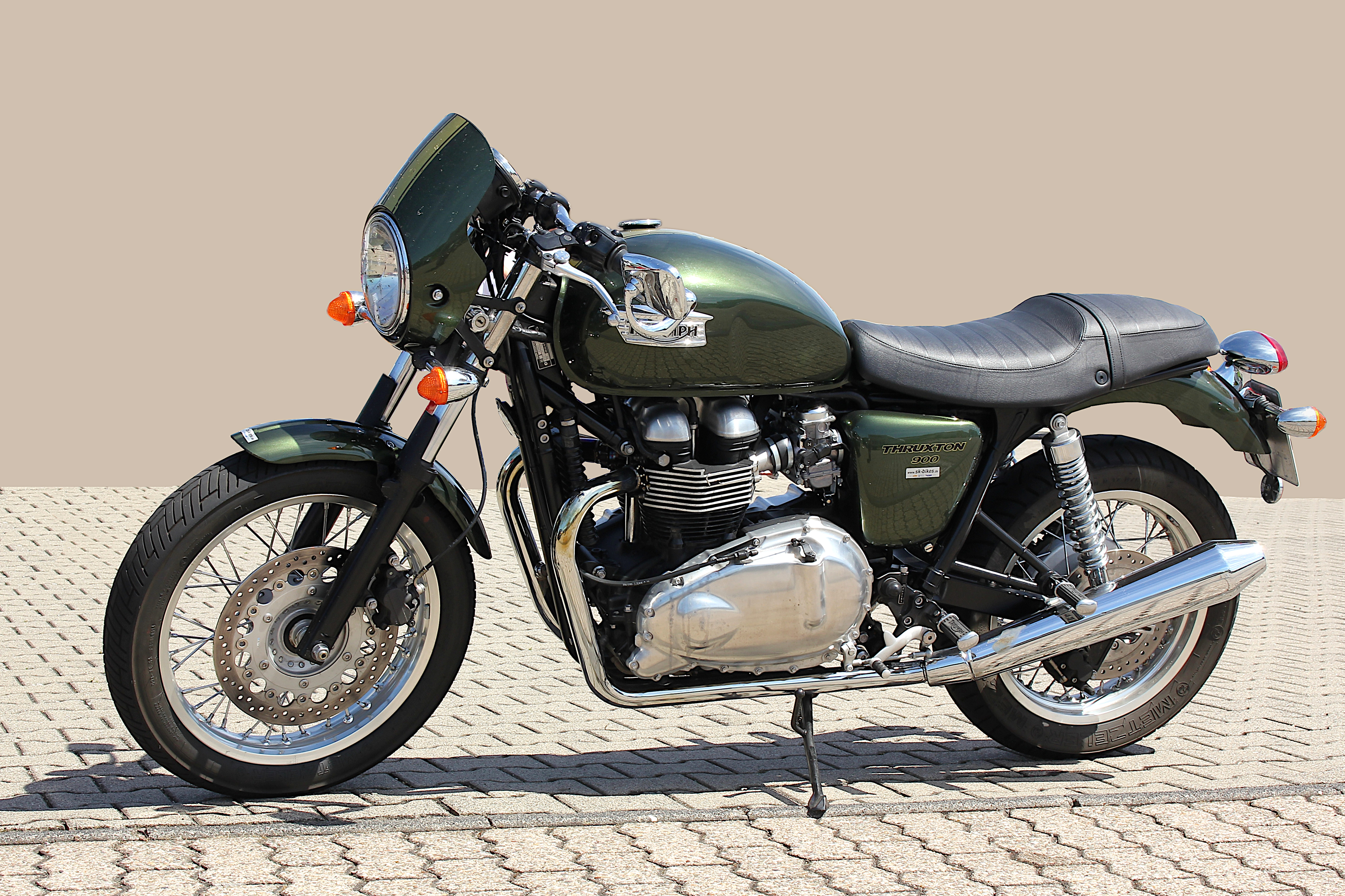

## Kritiken
„Was also kann die exklusive Replika eines Café Racers der 60er Jahre? Gefallen! Sie bleibt ein schönes, ein feines Motorrad, die Thruxton. Eines, das man gerne anschaut und bewegt. Und das mit seinem Charme auch Nicht-Motorradfahrer(innen) betören kann.“

„Vorbild der ab 8990 Euro erhältlichen Maschine sind die spartanischen Café Racer, mit denen in den Sechzigern so manches illegale Rennen bestritten wurde. Dafür ist das britische Bike allerdings nicht geschaffen. Zwar geht die Thruxton als stärkstes Modell der Bonneville-Baureihe mit 50 kW/68 PS an den Start, aber mit heutigen Supersportlerinnen kann sie nicht mithalten.“

„Auf gut ausgebauten Landstraßen kommt die Thruxton aber dann an ihre Grenzen, wenn man mal eben ein Auto überholen will, das nicht ganz mit 100 km/h vor einem herfährt. Der schlichte Dreh am Gasgriff reicht nicht aus, um richtig schnell zu beschleunigen. Runterschalten und den Twin auf hohe Touren quälen, will man aber auch nicht, weil er obenherum doch eher rau dreht.“

„Im Leerlauf brummt der Twin zurückhaltend, zeigt sich aber in Fahrt recht spritzig. Klassisch gezeichnete Rundinstrumente, gebürstete Motordeckel und der schmale M-Lenker mit außen angebrachten Spiegeln unterstützen die Aura des Gentleman-Racers.“